# Рока Масима
Рока Масима (итал. Rocca Massima) је насеље у Италији у округу Латина, региону Лацио.
Према процени из 2011. у насељу је живело 392 становника. Насеље се налази на надморској висини од 715 м.

## Становништво
Према резултатима пописа становништва 2011. у општини је живело 1.094 становника.
| 1936. | 1951. | 1961. | 1971. | 1981. | 1991. | 2001. | 2011. |
| ----- | ----- | ----- | ----- | ----- | ----- | ----- | ----- |
| 1.602 | 1.605 | 1.401 | 1.254 | 1.212 | 1.135 | 1.104 | 1.094 |